# Трухильо, Абель
А́бель Наса́рио Трухи́льо (англ. Abel Nazario Trujillo; 18 сентября 1983, Гринсборо) — американский боец смешанного стиля, представитель лёгкой весовой категории. Выступает на профессиональном уровне начиная с 2009 года, известен по участию в турнирах бойцовской организации UFC.

## Биография
Абель Трухильо родился 18 сентября 1983 года в городе Гринсборо штата Северная Каролина. Во время учёбы в старшей школе в Дареме серьёзно занимался борьбой. Затем продолжил бороться в университете, участник многих студенческих соревнований по борьбе.
Дебютировал в смешанных единоборствах на профессиональном уровне в августе 2009 года, в первом бою вынужден был сдаться, попавшись в успешно проведённый болевой приём «рычаг локтя». В течение последующих трёх лет дрался с попеременным успехом в различных небольших промоушенах.
Имея в послужном списке девять побед и четыре поражения, в 2012 году Трухильо привлёк к себе внимание крупнейшей бойцовской организации мира Ultimate Fighting Championship и дебютировал здесь с победы техническим нокаутом над Маркусом Левессёром. В следующем поединке встретился с непобеждённым российским бойцом Хабибом Нурмагомедовым и проиграл ему единогласным решением судей, при этом Нурмагомедов выполнил 21 тейкдаун, установив рекорд организации по этому показателю.
В августе 2013 года вышел в октагон против Роджера Боулинга — в конце второго раунда нанёс ему запрещённый удар коленом в лицо, в результате которого тот не смог продолжить поединок, и бой был признан несостоявшимся. В декабре между ними состоялся матч-реванш, и на сей раз Боулинг выиграл техническим нокаутом во втором раунде. В 2014 году во втором раунде Трухильо нокаутировал Джейми Варнера, удостоившись наград за лучший нокаут вечера и лучший бой вечера. Затем в поединке с Тони Фергюсоном выглядел лучше в первом раунде, но во втором в результате успешно проведённого удушающего приёма сзади проиграл сдачей.
В ноябре 2015 года состоялся бой Абеля Трухильо против бразильца Глейсона Тибау. Уже в первом раунде Тибау забрал спину соперника и выполнил удушающий приём сзади — рефери подумал, что Трухильо потерял сознание и принял решение остановить бой, хотя в действительности это было не так. Боец пытался опротестовать это решение и добивался отмены результата боя в Атлетической комиссии бразильского ММА. Так или иначе, вскоре оказалось, что Тибау провалил допинг-тест, сделанный после боя — в его пробе были обнаружены следы эритропоэтина. В результате бразильца дисквалифицировали, а победителем боя в связи с дисквалификацией соперника признали Трухильо.
В 2016 году победил «гильотиной» соотечественника Тони Симса и выиграл единогласным судейским решением у новичка организации Джордана Ринальди. Несколько раз планировался его бой против Эвана Данэма, но каждый раз срывался из-за травм обоих бойцов. В итоге в феврале 2017 года Трухильо встретился с Джеймсом Виком и проиграл ему в третьем раунде, попавшись в «удушение д’арсе».

## Статистика в профессиональном ММА
| Боёв 24          | Побед 15 | Поражений 8 |
| ---------------- | -------- | ----------- |
| Нокаутом         | 5        | 1           |
| Сдачей           | 4        | 4           |
| Решением         | 5        | 3           |
| Дисквалификацией | 1        | 0           |
| Не состоявшихся  | 1        | 1           |

| Результат    | Рекорд   | Соперник           | Способ                  | Турнир                                          | Дата            | Раунд | Время | Место               | Примечание                                                            |
| ------------ | -------- | ------------------ | ----------------------- | ----------------------------------------------- | --------------- | ----- | ----- | ------------------- | --------------------------------------------------------------------- |
| Поражение    | 15-8 (1) | Джон Макдесси      | Единогласное решение    | UFC on Fox: Lawler vs. dos Anjos                | 16 декабря 2017 | 3     | 5:00  | Виннипег, Канада    |                                                                       |
| Поражение    | 15-7 (1) | Джеймс Вик         | Сдача (удушение д’арсе) | UFC Fight Night: Bermudez vs. Korean Zombie     | 4 февраля 2017  | 3     | 0:49  | Хьюстон, США        |                                                                       |
| Победа       | 15-6 (1) | Джордан Ринальди   | Единогласное решение    | UFC Fight Night: Almeida vs. Garbrandt          | 29 мая 2016     | 3     | 5:00  | Лас-Вегас, США      |                                                                       |
| Победа       | 14-6 (1) | Тони Симс          | Сдача (гильотина)       | UFC 195                                         | 2 января 2016   | 1     | 3:18  | Лас-Вегас, США      |                                                                       |
| Победа       | 13-6 (1) | Глейсон Тибау      | DQ (допинг)             | UFC Fight Night: Belfort vs. Henderson 3        | 7 ноября 2015   | 1     | 1:45  | Сан-Паулу, Бразилия | Тибау победил технической сдачей, но провалил допинг-тест.            |
| Поражение    | 12-6 (1) | Тони Фергюсон      | Сдача (удушение сзади)  | UFC 181                                         | 6 декабря 2014  | 2     | 4:19  | Лас-Вегас, США      |                                                                       |
| Победа       | 12-5 (1) | Джейми Варнер      | KO (удар рукой)         | UFC 169                                         | 1 февраля 2014  | 2     | 2:32  | Ньюарк, США         | Лучший нокаут вечера. Лучший бой вечера.                              |
| Победа       | 11-5 (1) | Роджер Боулинг     | TKO (удары руками)      | UFC on Fox: Johnson vs. Benavidez 2             | 14 декабря 2013 | 2     | 1:35  | Сакраменто, США     |                                                                       |
| Не состоялся | 10-5 (1) | Роджер Боулинг     | NC (запрещённый удар)   | UFC Fight Night: Condit vs. Kampmann 2          | 28 августа 2013 | 2     | 4:57  | Индианаполис, США   | Боулинг не смог продолжить после пропущенного удара коленом в голову. |
| Поражение    | 10-5     | Хабиб Нурмагомедов | Единогласное решение    | UFC 160                                         | 25 мая 2013     | 3     | 5:00  | Лас-Вегас, США      |                                                                       |
| Победа       | 10-4     | Маркус Левессойр   | TKO (коленями в корпус) | UFC on Fox: Henderson vs. Diaz                  | 8 декабря 2012  | 2     | 3:56  | Сиэтл, США          |                                                                       |
| Победа       | 9-4      | Фрэнк Карилло      | Единогласное решение    | CFA 7: Never Give Up                            | 30 июня 2012    | 3     | 5:00  | Корал-Гейблс, США   |                                                                       |
| Победа       | 8-4      | Джеймс Эдсон Берто | Сдача (удары руками)    | CFA 6: Palomino vs. Warfield                    | 13 апреля 2012  | 1     | 1:10  | Корал-Гейблс, США   |                                                                       |
| Победа       | 7-4      | Андре Гарсия       | Единогласное решение    | C3 Fights: Slamfest                             | 21 января 2012  | 3     | 5:00  | Ньюкёрк, США        |                                                                       |
| Победа       | 6-4      | Лукас Гволтни      | Единогласное решение    | Fight Me MMA: Trujillo vs. Gwaltney             | 13 августа 2011 | 3     | 5:00  | Сейнт-Чарльз, США   |                                                                       |
| Поражение    | 5-4      | Алонсо Мартинес    | Сдача (гильотина)       | Extreme Challenge 181                           | 15 апреля 2011  | 1     | 3:30  | Каунсил-Блафс, США  |                                                                       |
| Поражение    | 5-3      | Скотт Клив         | Раздельное решение      | Extreme Beatdown at 4 Bears 8                   | 12 марта 2011   | 3     | 5:00  | Нью-Таун, США       |                                                                       |
| Победа       | 5-2      | Маркос Маркес      | Единогласное решение    | Extreme Challenge: Bad Blood                    | 11 февраля 2011 | 3     | 5:00  | Каунсил-Блафс, США  |                                                                       |
| Победа       | 4-2      | Андре Гарсия       | Сдача (гильотина)       | Xtreme Fight Promotions: The Holiday Fight Fest | 4 декабря 2010  | 1     | 2:36  | Уилмингтон, США     |                                                                       |
| Победа       | 3-2      | Уэс Кларк          | Сдача (удары руками)    | TriState Cage Fights                            | 23 октября 2010 | 1     | 2:01  | Линкольн, США       |                                                                       |
| Победа       | 2-2      | Дейв Лер Кочран    | KO (удары руками)       | Fight Me MMA 1: The Battle Begins               | 14 августа 2010 | 1     | 1:29  | Сейнт-Чарльз, США   |                                                                       |
| Поражение    | 1-2      | Клэйтон Робинсон   | TKO (удары руками)      | C3 Fights: Knockout-Rockout Weekend 4           | 17 июля 2010    | 1     | 2:47  | Клинтон, США        |                                                                       |
| Победа       | 1-1      | Дастин Пракседес   | TKO (удары руками)      | Xtreme Promotions: Throwdown in Jamestown 2     | 6 марта 2010    | 1     | 4:15  | Секим, США          |                                                                       |
| Поражение    | 0-1      | Тед Уортингтон     | Сдача (рычаг локтя)     | Max FightsDM: Ballroom Brawl 2                  | 28 августа 2009 | 1     | 3:06  | Де-Мойн, США        |                                                                       |